# John Terry (attore)
John Terry (Vero Beach, 25 gennaio 1950) è un attore statunitense.

## Biografia
Figlio di un chirurgo, Terry nacque a Vero Beach (Florida) e fu educato alla Loomis Chaffee a Windsor, Connecticut. Recitò in teatri locali prima di trasferirsi in Alaska dove fondò una società di rafting. Ma il suo interesse per la recitazione non diminuì e, quando compì 30 anni, si trasferì a New York per diventare un attore a tempo pieno.

### Carriera
Il suo debutto nel cinema avvenne nel 1981 quando interpretò il protagonista del film fantasy La spada di Hok. La sua carriera prese grande slancio quando gli vennero assegnati i ruoli del tenente Lockhart nel film Full Metal Jacket (1987) di Stanley Kubrick e di Felix Leiter nel film 007 - Zona pericolo (1987). Successivamente ottenne buone recensioni per il ruolo di un traumatizzato veterano del Vietnam nel film Vietnam - Verità da dimenticare (1989) di Norman Jewison e recitò in un ruolo importante nella serie televisiva Against the Grain, nella parte del padre di Ben Affleck.
Terry consolidò il proprio successo in televisione negli anni novanta. Apparve nella prima serie di E.R. - Medici in prima linea nel ruolo del Dott. Div Cvetic. Ebbe poi un ruolo ricorrente nella serie  24, nel ruolo di Bob Warner.
Dopo una breve apparizione nella serie  Las Vegas prodotta dalla NBC, divenne un membro del cast di Lost nel ruolo di Christian Shephard, padre di Jack Shephard e Claire Littleton. Il suo personaggio è un chirurgo alcolizzato che accidentalmente uccise un paziente durante un'operazione mentre era ubriaco; questo evento fu la causa del suo licenziamento, distrusse la sua relazione con suo figlio e infine lo portò alla morte. Saltuariamente appare sull'isola o in alcuni flashback.
Nel 2006 recitò in un episodio di Law & Order - I due volti della giustizia e interpretò il ruolo del vecchio Jacob Wheeler nella miniserie Into the West diretta da Steven Spielberg. La miniserie fu candidata a 16 Premi Emmy nel 2006.
Nel 2007 recitò nel film Zodiac di David Fincher.

## Filmografia

### Cinema
- La spada di Hok (Hawk the Slayer), regia di Terry Marcel (1981)
- I 4 dell'Oca selvaggia II (Wild Geese II), regia di Peter R. Hunt (1985)
- Full Metal Jacket, regia di Stanley Kubrick (1987)
- 007 - Zona pericolo (The Living Daylights), regia di John Glen (1987)
- Vietnam - Verità da dimenticare (In Country), regia di Norman Jewison (1989)
- Uomini e topi (Of Mice and Men), regia di Gary Sinise (1992)
- Dangerous Woman - Una donna pericolosa (A Dangerous Woman), regia di Stephen Gyllenhaal (1993)
- Iron Will - Volontà di vincere (Iron Will), regia di Charles Haid (1994)
- Zodiac, regia di David Fincher (2007)

### Televisione
- Bolle di sapone (Soap) - serie TV, 1 episodio (1978)
- Lou Grant - serie TV, 1 episodio (1979)
- Scarlatto e nero (The Scarlet and the Black) - miniserie TV, 2 episodi (1983)
- Against the Grain - serie TV, 8 episodi (1993)
- E.R. - Medici in prima linea (ER) - serie TV, 8 episodi (1994)
- 24 - serie TV, 12 episodi (2003-2004)
- Las Vegas - serie TV, 4 episodi (2003-2004)
- Into the West - serie TV, episodi (2005)
- Lost - serie TV, 19 episodi (2004-2010) - Christian Shephard
- Charlie's Angels - serie TV, 1 episodio (2011)

## Doppiatori italiani
Nelle versioni in italiano delle opere in cui ha recitato, John Terry è stato doppiato da:
- Gino La Monica in 24, Lost, Zodiac, Brothers & Sisters - Segreti di famiglia
- Stefano De Sando in Full Metal Jacket
- Francesco Pannofino in 007 - Zona pericolo
- Loris Loddi in Vietnam - Verità da dimenticare
- Massimo Rinaldi in Uomini e topi
- Francesco Prando in Dangerous Woman - Una donna pericolosa
- Giorgio Locuratolo in Iron Will - Volontà di vincere
- Francesco Caruso Cardelli in Riflessioni su un crimine
- Saverio Indrio in E.R. - Medici in prima linea
- Antonio Sanna in Una squadra di classe
- Luciano Roffi in CSI: Miami
- Luciano De Ambrosis in CSI: NY